# Sory Sow
Pour les articles homonymes, voir Sow.
Sory Sow, né le 28 mai 1977 à Dabola, est un homme politique et guinéen, député de mars 2020 à septembre 2021,.

## Biographie
Ancien vice-président du parti Guinée Pour Tous, il est également titulaire d'un diplôme universitaire d’études générales (DEUG), d’une licence en géographie, d’une maîtrise en aménagement du territoire, d’un master interdisciplinaire sur la mobilité et le transport, d’un master international en gestion de l’environnement de l'université Senghor d'Alexandrie en Égypte, mais également en fin de formation doctorale (Ph.D) sur les questions d’évaluation environnementale appliquée aux industries extractives (sous un encadrement du CERE et l’université du Québec à Montréal.
Depuis 2005, Sory Sow est enseignant-chercheur. Il a été directeur du service de la scolarité, avant d’occuper les fonctions de vice recteur et de secrétaire général en 2018.
Sur le plan international, il est candidat no 18 sur la liste nationale du RPG Arc-en-ciel. Il a été consultant du cabinet Africa Mining and Environnemental Consulting ([
SAMEC International), membre du réseau africain des gestionnaires des aires protégés (REFGAP). Il est également président de l’ONG actions pour le développement durable, expert consultant de l’ONG Actions Mines Guinée, de OSIWA, de NGRI et de WIN ainsi que consultant associé à l’évaluation stratégique environnementale et sociale du secteur minier guinéen (PAGSEM et Banque Mondiale).

### Parcours politique
Sory Sow est député guinéen de 2020 en 2021 de la dernière législature de mars 2020,. Il est le 1er vice-président de la commission aménagement du territoire, des transports, énergie et hydraulique de la 9e législative de la république de Guinée sous la présidence Alpha Condé.